# Foro Liberal
El Foro Liberal (en alemán: Liberales Forum, LIF) es un pequeño partido liberal de Austria, es miembro de la Internacional Liberal y del Partido Europeo Liberal Demócrata Reformista.

## Historia
Fue fundado el 4 de febrero de 1993, cuando cinco diputados (Heide Schmidt, Klara Motter, Friedhelm Frischenschlager, Hans Helmut Moser, Thomas Barmüller) del Partido de la Libertad de Austria se escindieron y fundaron su propio grupo parlamentario. El motivo de la escisión fueron las discrepancias con el presidente del Partido de la Libertad, Jörg Haider y especialmente su política xenófoba. La finalidad era crear un nuevo partido de corte liberal en Austria, pues veían que el FPÖ había dejado de responder a esa denominación en la práctica desde que Jörg Haider asumió la dirección del partido.
Foro Liberal fue el primer partido en la historia de la Segunda República en alcanzar escaños en su primera elección sin haberse presentado en ocasiones anteriores. Después de una cierta confusión inicial, el parlamento aceptó al nuevo movimiento como un partido oficial, concediéndole de tal modo acceso al financiamiento público. 
En 1993 El FPÖ salió de la Internacional Liberal y el Foro Liberal tomó ese cupo en su lugar.
El partido logró ganar 11 escaños en las elecciones parlamentarias de 1994, y en 1995 alcanzó el 5,51% de los votos y 10 cupos.
En las elecciones del 3 de octubre de 1999, el partido obtuvo el 3,65% de los votos, no alcanzando el mínimo de 4% para lograr entrar al parlamento. En las elecciones del 2002 tampoco obtuvieron cupos al obtener el 1% de los votos. Como consecuencia de su pérdida de votos en las elecciones estatales, actualmente sólo tiene representación a nivel comunal. En Viena perdió todos su asientos a nivel de distrito en las elecciones del 2005.

## Ideología
De acuerdo a sus principios fundadores, el Foro Liberal aspira a propagar el liberalismo político y la economía de libre mercado. Consideran que sólo en un contexto de economía libre las personas pueden obtener bienestar social.
El partido también dice defender la protección del medio ambiente y la paz mundial.
Algunas de las ideas que promueven son:
- El apoyo a las privatizaciones
- Legalización del cannabis
- Igualdad para los homosexuales
- Liberalización del horario de atención del comercio
- Descenso en la edad mínima para votar.

## Resultados electorales
| Año  | Votos                 | %                     | Resultado | +/- | Gobierno           |
| ---- | --------------------- | --------------------- | --------- | --- | ------------------ |
| 1994 | 276.580 (#5)          | 5,96                  | 11/183    |     | Oposición          |
| 1995 | 267.026 (#4)          | 5,51                  | 10/183    | 1   | Oposición          |
| 1999 | 168.612 (#5)          | 3,65                  | 0/183     | 10  | Extraparlamentario |
| 2002 | 48.083 (#5)           | 0,98                  | 0/183     |     | Extraparlamentario |
| 2006 | En las listas de SPÖ  | En las listas de SPÖ  | 1/183     | 1   | Coalición con ÖVP  |
| 2008 | 102.249 (#6)          | 2,09                  | 0/183     | 1   | Extraparlamentario |
| 2013 | En las listas de NEOS | En las listas de NEOS | 2/183     | 2   | Oposición          |